# Озерна (Олександрія)
Озерна — колишнє село, зараз частина міста Олександрія.

## Історія

План Олександрії початку XX ст.

Село Озерна входило до складу Звенигородської волості. На 1886 рік в ньому налічувалося 49 мешканців, 12 дворів, ярмарок припадав на 9 березня. Інші назви (за прізвищами власників): Радоловічева, Мордовська.
На плані міста початку XX ст. на тогочасній південній околиці міста, на лівому березі Інгульця, тобто в безпосередній близькості з селом Озерна, позначено вулицю «Озерна» (зараз «Українська»). В наш час топонім Озерна в місті не вживається.